# La Paz, Tapachula
La Paz är en ort i Mexiko.   Den ligger i kommunen Tapachula och delstaten Chiapas, i den sydöstra delen av landet, 900 km sydost om huvudstaden Mexico City. La Paz ligger 648 meter över havet och antalet invånare är 161.
Terrängen runt La Paz är kuperad åt sydväst, men åt nordost är den bergig. Runt La Paz är det ganska tätbefolkat, med 179 invånare per kvadratkilometer. Närmaste större samhälle är Tapachula, 19,0 km söder om La Paz. I omgivningarna runt La Paz växer i huvudsak städsegrön lövskog.